# Vincenzo Cambi
Vincenzo Cambi (Gazzada Schianno, 31 marzo 1937 – Parma, 11 marzo 2020) è stato un medico italiano.
Laureato a Parma in Medicina e Chirurgia, fu allievo del Professor Luigi Migone. Nel 1969 Cambi si trasferì a Seattle e divenne uno dei collaboratori, presso il Centro di Malattie Renali dell'Università di Washington, del Professor Belding Hibbard Scribner. Il Centro di Seattle all'epoca era all'avanguardia sul trattamento delle malattie renali, poiché l'emodialisi veniva applicata non solo ai pazienti sofferenti di insufficienza renale acuta, ma anche ai malati cronici.
Maturata quest'esperienza Cambi ritornò in Italia. Nel 1972 divenne professore associato all'Università di Parma.
Cambi intuì che la dialisi "breve", cioè applicata con lo schema quattro ore per tre giorni alla settimana, era più efficiente di quella "lunga", 8-12 ore per due volte alla settimana. L'intuizione di Cambi modificò il paradigma della terapia emodialitica a livello mondiale, tanto che a distanza di cinquanta anni è tuttora applicato.
Nel 1980 divenne professore ordinario di Nefrologia all'Università di Parma, nonché presidente della Scuola di Specializzazione in Nefrologia.
Dal 1990 ricoprì, per diversi anni, il ruolo di Segretario Tesoriere dell'ERA-EDTA, cioè l'associazione renale europea.